# District de Púchov
Le district de Púchov est l'un des 79 districts de Slovaquie dans la Région de Trenčín.

## Démographie

### Évolution de la population
| Année:               | 1994.  | 2004.   | 2014.   | 2024.   |
| -------------------- | ------ | ------- | ------- | ------- |
| Nombre de personnes: | 45 597 | 45 641  | 44 537  | 43 483  |
| Différence:          |        | +0,09 % | -2,41 % | -2,36 % |

| Année:               | 2023.  | 2024.   |
| -------------------- | ------ | ------- |
| Nombre de personnes: | 43 710 | 43 483  |
| Différence:          |        | -0,51 % |

## Liste des communes
Source :

### Villes
- Púchov

### Villages
Beluša | Dohňany | Dolná Breznica | Dolné Kočkovce | Horná Breznica | Horovce | Kvašov | Lazy pod Makytou | Lednica | Lednické Rovne | Lúky | Lysá pod Makytou | Mestečko | Mojtín | Nimnica  | Streženice | Visolaje | Vydrná | Záriečie | Zubák